# Millito Navarro
Emilio Navarro Soto, más conocido como Millito Navarro, (26 de septiembre de 1905 - 30 de abril de 2011) fue el primer puertorriqueño en jugar en las Ligas Negras de béisbol estadounidenses. En el momento de su muerte, a la edad de 105 años, Navarro era también el más anciano, así como también el último jugador de béisbol profesional en haber jugado en las Ligas Negras todavía en vida. A la edad de 104 años, Navarro también desfiló a las filas del Libro Guiness de récords mundiales al convertirse en el jugador de mayor edad en participar en un juego oficial, "al consumir un turno con los Leones de Ponce en el Softbol Superior".

## Biografía
Navarro nació en Patillas, Puerto Rico, hijo de Botello Soto y Pepa Navarro, y se crio en la ciudad de Ponce, Puerto Rico. Su padre fue un bien conocido zapatero en Patillas, pero murió cuando Navarro tenía apenas 6 años. Su madre entonces se mudó a Ponce donde ella tenía otros familiares. Desde muy temprana edad, Millito Navarro ayudó a su familia financieramente vendiendo periódicos, maní, y hielo.
En Ponce, Navarro asistió a la escuela pública del Castillo y trabajaba como limpiabotas después de sus clases escolares y también haciendo entregas de los alimentos que su madre preparaba para mantener a su familia.
El primer contacto que Navarro tuvo con el deporte de béisbol ocurrió cuando fue a ver jugar el equipo de su escuela. Fue en esa ocasión cuando se le encendió la pasión por ese deporte. En una ocasión Navarro no tenía suficiente dinero para comprar un boleto de entrada al juego entre los equipos del Castillo y la Reina, por consiguiente decidió saltar la verja, la cual estaba en el campo adentro. Resultó que en esos momentos uno de los peloteros del equipo del Castillo se sintió mal y tuvo que abandonar el juego. Cuando el entrenador del equipo afectado vio a Millito saltar la verja le preguntó si podía tomar la posición del jugador enfermo, Navarro estuvo de acuerdo "y desde entonces sólo se dedicó a jugar béisbol". Fue así como a la edad de 17 años Navarro comenzó a jugar béisbol semiprofesional en Puerto Rico.
En deportes Navarro se destacaba no solo en el béisbol sino también en deportes de pista y campo. En atletismo Navarro llegó a tronar la marca de 20’-11” en el salto largo y la de las 220 yardas con obstáculos.
Después de graduarse de la escuela superior Ponce High School, Navarro recibió una oferta de beca para estudiar en la Universidad de Puerto Rico en Mayagüez, pero él la rechazó, prefiriendo mejor continuar ayudando financieramente a su familia. Tras esto, y teniendo ya 23 años de edad, Navarro sintió que ya estaba más que listo para ir a jugar en las Grandes Ligas en los Estados Unidos.

## Carrera profesional
Navarro jugó para el equipo de Piratas Cofresi de Ponce por seis años comenzando en el año 1922 y luego, en el año 1928, pasó a jugar con los Cubans Stars de las Ligas Negras estadounidenses.  Durante esa época de la década de los 1920s, Estados Unidos era un país con segregación racial y el color obscuro de la piel de Navarro presentaba un obstáculo para su entrada a las grandes ligas norteamericanas ya que en el béisbol americano los peloteros de piel oscura no podían jugar en las ligas existentes porque estaban constituidas por peloteros de piel blanca.
Como consecuencia de esta política, un grupo de negociantes de ambas razas decidieron crear sus propias ligas que llegaron a llamarse las Ligas Negras, y tenían hasta su propia "Serie Mundial". Dos de estos equipos lo eran los Cuban Stars (Estrellas Cubanas), cuyo dueño era Alez Pompez, y los Cuban Giants (Gigantes Cubanos). Estos equipos estaban constituidos mayormente por jugadores de herencia afroamericana y afrolatina. Navarro jugó para ambos equipos.
Navarro jugó dos temporadas con los "Cuban Stars" y consiguió un promedio de bateo de.337. Esta experiencia fue agridulce para Navarro quien logró un sueño en su vida pero a la misma vez sentía la discriminación debido al color de su piel. Por encima de esto, el hecho de que no hablaba inglés también lo hacía sentirse discriminado. Como consecuencia, luego de haber jugado por dos años con las Ligas Negras, Navarro viajó a la República Dominicana y a Venezuela y jugó en equipos de béisbol de esos países.
Para cuando el juego de béisbol en los Estados Unidos había recibido integración racial (para los últimos años de la década de los 1940s
), Navarro estaba ya viviendo en Puerto Rico. Su experiencia y conocimiento del béisbol le permitieron tener éxito como uno de los fundadores del equipo de béisbol profesional de los Leones de Ponce en la ciudad de Ponce. Entró a la Liga de Béisbol Profesional de Puerto Rico a los 33 años, en 1938. Allí Navarro jugó, entrenó y contribuyó de varias formas con su equipo de "Los Leones" por un total de casi 20 años (1922-1928 y 1930-1942). "Tuvo sus años más productivos a la ofensiva en 1940, cuando promedió.290 y al siguiente año bateó para.311. Tras su retiro se convirtió en uno de los coaches de la novena, posición que ocupó, incluso, en la histórica “Serie de los Lechones” cuando los Leones se repusieron de un déficit de 0-3 para derrotar en los últimos cuatro juegos a los Criollos de Caguas para adueñarse del campeonato de la temporada de 1947."

## Retirada del béisbol
Después de retirarse de jugar activamente en el béisbol profesional en el año 1943,
 Navarro ejerció como administrador del Estadio Francisco Montaner de Ponce y como maestro de educación física en las escuelas públicas de Ponce y Caguas, posiciones que ocupó por los próximos 10 años (1942-1952). Él fue también el primer administrador que tuvo el Estadio Francisco Montaner.
Navarro también trabajó en el hipódromo de Puerto Rico por cerca de 26 años (1952-78). Posteriormente, Navarro también fue dueño de un negocio de artículos deportivos y también fundó un negocio dedicado a la distribución de máquinas de juegos, llamada "Schuffley Alley" en la que, aunque sus hijos manejaban la vida cotidiana del negocio en sus últimos años, Navarro continuaba trabajando como su contralor.

## Honores y otros reconocimientos

### Durante sus años de apogeo
En el año 1938, Emilio Huike, considerado por algunos como uno de los mejores escritores deportistas de Puerto Rico, proclamó a Navarro como el "Jugador Ideal de Béisbol Profesional".

### Más recientemente
Navarro llegó a sus 100 años el 26 de septiembre de 2005 y los años siguientes fueron testigos de muchos tributos a su persona tanto en Puerto Rico como en los Estados Unidos. Se anunció que su vida y experiencias serán parte de un documental norteamericano titulado "Béisbol" el cual cubrirá las contribuciones de los latinos a ese pasatiempo favorito de los estadounidenses.
Navarro, el último sobreviviente de las Ligas Negras norteamericanas y el más anciano de los jugadores y entrenadores de béisbol en el mundo, fue exaltado al Salón de la Fama del Béisbol Puertorriqueño en el 1992 y en el Salón de la Fama del Deporte Puertorriqueño en el 2004. El 7 de junio de 2005, el Senado de Puerto Rico le presentó con la Resolución Número 1026 en la cual le reconocían por sus contribuciones al béisbol puertorriqueño.
El 29 de diciembre de 2006, Navarro fue también inducido en el Hispanic Heritage Baseball Museum (Museo de la Herencia Hispana del Béisbol). La ex-estrella de los Astros, José (Cheo) Cruz, le obsequió a Navarro la "Placa del Pionero", emitida por el museo Hispanic Heritage Baseball Museum, cuando se le invistió a Navarro como el recluta número 39 del Museo de la Herencia Hispana del Béisbol.
El 6 de junio de 2008, la organización de las Grandes Ligas celebraron un reclutamiento ceremonial a las Ligas Negras inmediatamente antes de su reclutamiento formal de peloteros, donde Millito Navarro fue honrado por los Yankees de Nueva York, y en el que se le reclutaba simbólicamente en el equipo de los Yankees. Navarro fue también honrado durante el último juego de los Yankees en el antiguo estadio de los Yankees el 18 de septiembre de 2008.
En el año 2010, Navarro fue también honrado por la empresa "Experience Works" la cual le reconocía como un ciudadano sobresaliente de la Tercera Edad con su proclama del America’s Outstanding Oldest Worker (Trabajador Anciano Sobresaliente de los Estados Unidos).

## Últimos años y muerte
El 27 de abril de 2011, Navarro fue hospitalizado en el Hospital San Lucas de Ponce luego de sufrir un leve ataque cardiaco. El 28 de abril fue transferido a la Unidad de Cuidados Intensivos luego de experimentar un "accidente cerebrovascular". Murió dos días después, el 30 de abril de 2011, tras no lograr recuperarse de los efectos de su derrame cerebral. Dejó tras sí a cuatro hijos, once nietos, nueve bisnietos, y un tataranieto.
El primero de mayo de 2011, los New York Yankees guardaron un minuto de silencio antes del comienzo de su juego contra los Blue Jays para honrar a Navarro.
Su cuerpo descansa en el Cementerio La Piedad en Ponce.

## Legado
En el año 2011, el municipio de Ponce, donde Navarro creció, se educó, desarrolló sus destrezas en el béisbol, y donde jugó, entrenó y administró por 40 años en el juego de béisbol, nombró "Ciudad Deportiva Millito Navarro" a su nuevo complejo de deportes.
Tres de sus hijos se destacaron en el béisbol, atletismo y judo.